# Веренка (Павлодарская область)
Веренка (каз. Веренка) — упразднённое село в Теренкольском районе Павлодарской области Казахстана. Входило в состав Верненского сельского округа. Ликвидировано в 1980-е годы.

## История
Село Веренка основано в 1907 г. русскими крестьянами в урочище Тенисбай Песчанской волости. На топографической карте издания 1989 г. обозначено как разв. Тенисбай.